# Radio Schleswig-Holstein

Logo bis Herbst 2008

Logo bis 2019

Radio Schleswig-Holstein (RSH, Eigenschreibweise R.SH) ist ein landesweiter privater Radiosender aus Schleswig-Holstein.

## Geschichte
Radio Schleswig-Holstein nahm am 1. Juli 1986 sein Programm auf und gilt damit als erster landesweiter privater Radiosender Deutschlands. Die ersten Worte des Senders („Es ist fünf vor zwölf“) sprach die Moderatorin Ines Barber, der erste gespielte Musiktitel war der Song Do It Again der Gruppe The Beach Boys. Aufgebaut worden war der neue Sender zuvor von Klaus Schmidt-Ulm als Geschäftsführer sowie Hermann Stümpert als Programmdirektor. Der Sitz des Senders, das Funkhaus Wittland, war zuvor eine Lagerstätte für Tabak.
Zielgruppe des Senders sind die 14- bis 49-Jährigen. Laut Media-Analyse 2021 Audio erzielte R.SH in Schleswig-Holstein in der deutschsprachigen Bevölkerung ab 14 Jahren einen wöchentlichen Marktanteil von 24,1 % (Montag bis Sonntag).

## Moderatoren (Auswahl)
- Volker Mittmann[6]
- Frank Bremser[6]
- Carsten Köthe[6]
- Tanja Puttfarcken
- Sharon Heyn
- Matze Schmak
- Luca Büttner
- Jasmin Malten
- Christian Blecken
- Susanka Kröger
- Marko Chwalek
- Carsten Kock
- Gina-Maria Kock
- Melissa Yilmaz
- Barbara Schöneberger

### Bekannte ehemalige Moderatoren
- Uwe Arkuszewski
- Thomas Bug[1]
- Anja Goerz[1]
- Ulli Harraß
- Caren Miosga
- Jörg Pilawa[1]
- Christian Schröder
- Joachim Steinhöfel
- Dennis Wilms
- Peter Wüst

## Nachrichten
R.SH besitzt keine separate Nachrichtenredaktion. Die Nachrichten werden von Regiocast Radioservices (ehemals ANN – Audio News Network GmbH) produziert. Regionalstudios besitzt R.SH seit 2003 ebenfalls nicht mehr, sie wurden aus Kostengründen eingestellt.
Die Nachrichtensprecher, die auf R.SH zu hören sind, arbeiten alle für die Nachrichtenabteilung Newscloud der Regiocast Radioservices. Sie sind somit nicht direkt bei R.SH angestellt.

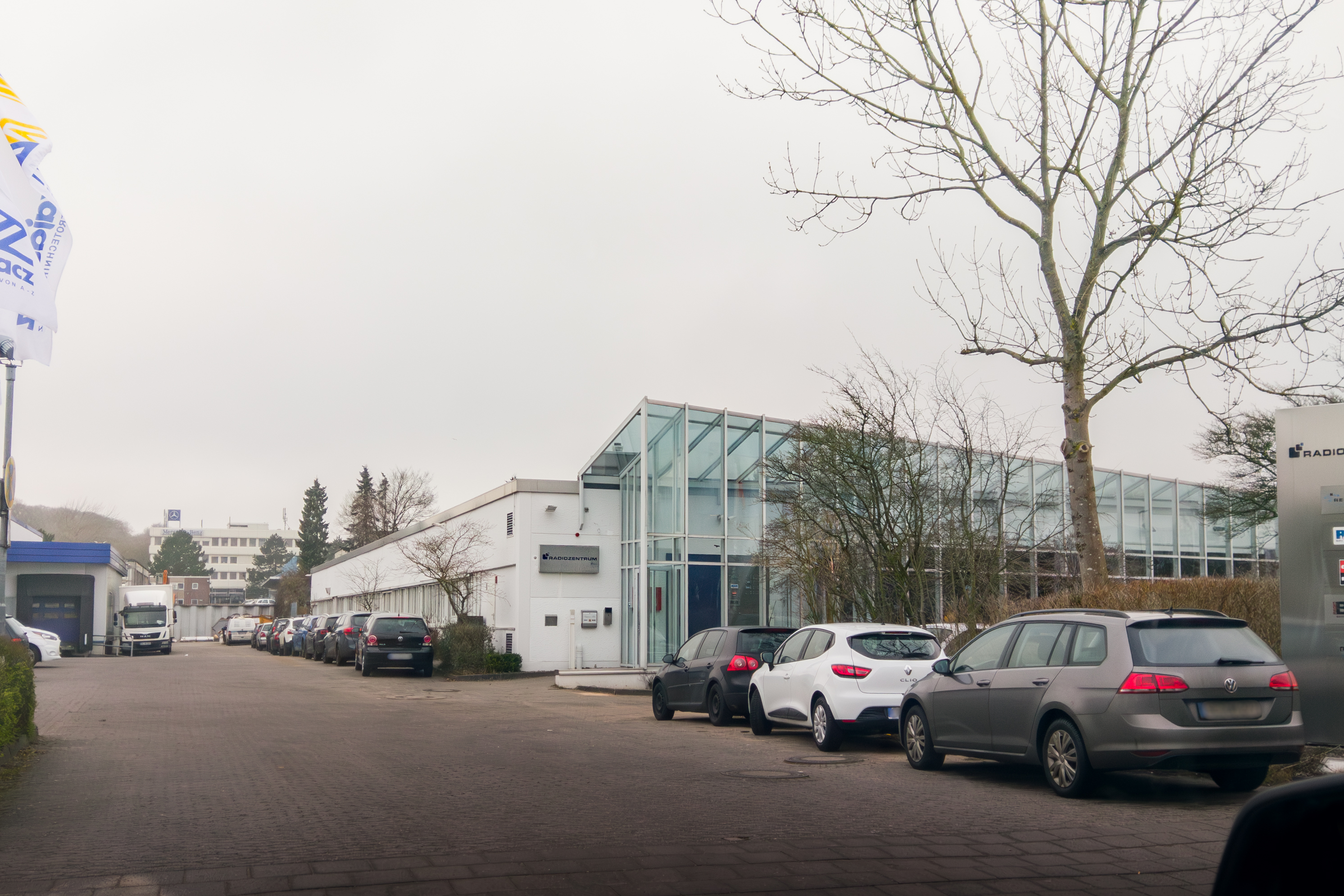
Radiozentrum Kiel

Neben den Hauptnachrichtensendungen werden mehrmals am Tag auch Regionalnachrichten gesendet. Für den Norden des Landes produziert die Tageszeitung der dänischen Minderheit Flensborg Avis auch eine kurze dänischsprachige Regionalnachrichtensendung.

## Automatisierung
Teile des Programms werden automatisiert. In den Nachtstunden und an Wochenenden teilweise ganztägig werden die Wetter- und Verkehrsmeldungen aus vorproduzierten Bausteinen ins System eingespielt. Dieses Verfahren (Voicetracking) wird auch bei einigen Sendungen durchgeführt.

## Empfang
Im Raum Lauenburg sowie im Raum Plön war das Programm nach dem Sendebeginn erst im Jahr 1987 zu empfangen, da die entsprechenden Frequenzen vorher noch von der Deutschen Demokratischen Republik genutzt wurden. Das Programm von R.SH kann über UKW und Kabel in Schleswig-Holstein, Hamburg, im nördlichen Niedersachsen und im westlichen Mecklenburg-Vorpommern empfangen werden. Seit dem 1. September 2016 wird über einen Sender in Hamburg auch im Digitalradio DAB+ gesendet. Am 26. März 2020 erfolgte die landesweite DAB+ Aufschaltung im NDR Mux in Schleswig-Holstein im Rahmen eines dreijährigen Modellversuches. In Dänemark ist R.SH bis weit ins Land hinein zu empfangen, besonders in der Region Syddanmark, über den Sender Flensburg auf 101,4 MHz mit 20 kW Sendeleistung. Nördlichster Punkt des Empfangsgebiets ist etwa der Ejer Bavnehøj 40 km vor Aarhus.
UKW-Frequenzen:
- Westerland: 102,8 MHz
- Flensburg: 101,4 MHz
- Kiel: 102,4 MHz
- Heide: 103,8 MHz
- Helgoland: 100,0 MHz
- Eutin: 100,2 MHz
- Kaltenkirchen: 102,9 MHz
- Lauenburg: 102,5 MHz
- Hamburg: 100,0 MHz
- Lübeck: 101,5 MHz

DAB+ Kanal in Schleswig-Holstein:
- Region Mitte/Süd: 5A
- Region West: 8C
- Region Ost: 9D
- Region Nord: 11D

DAB+ Kanal in Hamburg:
- Großraum Hamburg: 10D